# Colesbukta
 (novembre 2024).
Si vous disposez d'ouvrages ou d'articles de référence ou si vous connaissez des sites web de qualité traitant du thème abordé ici, merci de compléter l'article en donnant les références utiles à sa vérifiabilité et en les liant à la section « Notes et références ».
Colesbukta est une des nombreuses villes fantômes abandonnées sur les rives de l'Isfjorden, au Svalbard.

## Histoire
Colesbukta est peut-être la cité minière la moins connue du public, mais son activité fut intense jusqu'à la fin des années 1950. 
Fondée par des Russes au début du XXe siècle, au fond de la baie de Colesbukta, elle est dotée d'un petit chemin de fer à voie étroite qui la relie à sa voisine Grumantbyen.
Aujourd'hui, seuls quelques aventuriers peuvent profiter de la vision des vestiges du passé, puisqu'aucune route n'a été construite pour y accéder.
Toute la rive est de l'Isfjorden, entre Barentsburg et Longyearbyen a été prospectée, puis abandonnée.

## Autres villes fantômes du Svalbard
- Pyramiden
- Grumantbyen
- Advent City